# نگو بائو چائو
نگو بائو چائو (انگلیسی: Ngô Bảo Châu؛ زادهٔ ۲۸ ژوئن ۱۹۷۲) دانشمند در زمینه ریاضیات اهل فرانسه است.
وی همچنین برندهٔ جوایزی همچون لژیون دونور (شوالیه)، جایزه تحقیقاتی کلی و مدال فیلدز شده‌است.